# Luis Ghilardi
Luis Ghilardi (Lucca, Italia 25 de agosto de 1805 - Aguascalientes, México 16 de marzo de 1864) fue un militar italiano y un activista republicano. Sus padres fueron Nicolás Ghilardi e Isabel Lucchesi. Desde joven se alistó para combatir en movimientos liberales en Europa. En 1840 contrajo matrimonio con Francisca Anguera con quien tuvo una hija llamada Ana. Participó en la Primera guerra por la independencia de Italia. Posteriormente visitó México donde combatió junto a los liberales en la Revolución de Ayutla. Regresó a Italia e intentó ingresar al ejército, al no conseguirlo retornó a México donde combatió a la Intervención francesa. Fue apresado por los franceses y ejecutado.

## Acciones en Europa
Posiblemente influenciado por las ideas de Giuseppe Mazzini  se vio atraído por ideales liberales y republicanos. Producto de la represión seguida a la revolución de 1820 en Italia, varios republicanos huyeron de la península. Ghilardi combatió en varios movimientos liberales durante las revoluciones de 1830, en Francia, Portugal y Bélgica. Viajó a España donde se alistó en el ejército para luchar contra los carlistas bajo el mando del general Santiago Durando. En 1848 tuvo que pedir licencia en España para combatir en la primera guerra por la independencia de Italia. Durante el armisticio de 1848 con los austriacos, viajó a Sicilia donde participó en la lucha por la independencia contra la dinastía Borbón, alcanzando el grado de coronel. Se le dio comisión para viajar a Suiza a reclutar tropas para la causa siciliana. En 1849 luchó por mantener a la efímera República Romana, donde combatió junto a Giuseppe Garibaldi.

## Acciones en América

### Primera visita a México: Revolución de Ayutla
No pudo reincorporarse al ejército español debido a que había vencido el plazo de su licencia, por lo que decidió viajar a México en 1853, aunque no se tiene registro de los motivos para ello. Se entrevistó con el presidente Antonio López de Santa Anna. Sin embargo, pronto se unió a la rebelión de Ayutla, justamente en contra de Santa Anna. Inicialmente combatió bajo las órdenes de Santos Degollado; a la postre, Juan N. Álvarez, líder de la revolución, le otorgó el grado de general de brigada. El 11 de marzo de 1856 participó en el asalto a la ciudad de Puebla donde cayó herido de gravedad, por lo que prefirió retornar a Europa.

### Incidente de Cajamarca
En 1858 Ghilardi se trasladó con su familia a Perú. Ahí, en el contexto de la guerra civil peruana, se le involucró en una conspiración que concluyó con la muerte del general Carlos Varea, prefecto de Cajamarca, lo que le valió caer prisionero por dos años.
En 1861 se trasladó a Italia para combatir por la unificación, sin embargo debido a que su intento de alistarse había sido extemporáneo, conforme a las leyes decretadas para tal efecto, no fue admitido al ejército. Por ese motivo, decidió regresar a México para combatir la Intervención Francesa, que se venía fraguando desde hace meses.

### Regreso a México: Intervención francesa
Luis Ghilardi fue comisionado para entregar correspondencia de Giuseppe Garibaldi a las autoridades estadounidenses en Washington, así como al presidente Benito Juárez en México. Llegó a Nueva York en mayo de 1862 y logró entrevistarse con el encargado de negocios del gobierno mexicano en Washington, Matías Romero. Mantuvo correspondencia con el general McClellan y fue recibido por el presidente Abraham Lincoln. Ghilardi solicitó a ambos el apoyo hacia la causa mexicana contra la intervención, sin embargo, debido a se enfrentaban a la guerra de Secesión, no pudieron ofrecer ayuda.
Desembarcó en Acapulco y visitó al presidente Juárez en la Ciudad de México. En 1863 se le incorporó al Ejército de Oriente y participó en el Sitio de Puebla. En julio de 1863 se le nombró segundo jefe de la comandancia en Jalisco, al momento que las tropas mexicanas trataban de reorganizarse después de la derrota sufrida en Puebla. Al parecer, tras la muerte de Ignacio Comonfort y debido a que la resistencia se había vuelto guerra de guerrillas, Ghilardi había decidido abandonar el mando y regresar a Europa, sin embargo, el 17 de enero de 1864 un comando francés lo capturó, junto a otros oficiales republicanos, en Colotlán, Jalisco.
Fue trasladado a la ciudad de Aguascalientes donde se le formó un consejo de guerra, a cargo del general E. L'Heriller, y se le condenó a muerte. La sentencia fue ratificada por el mariscal Aquiles Bazaine, comandante de las tropas francesas en México. A su esposa e hija, que se encontraban en Perú, se les hizo llegar una carta y las pertenencias de Ghilardi por medio del consulado francés.

## Recuperación histórica
En 1925 el historiador Alejandro Topete del Valle localizó su tumba en un panteón de la ciudad de Aguascalientes. En la década de 1990, Antonio Peconi, historiador italiano, investigador de la migración italiana en México, logró recuperar una gran cantidad de documentos, incluyendo correspondencia, referidos a Ghilardi, los cuales donó al archivo histórico del estado de Aguascalientes. En 1994 la tumba de Ghilardi fue reconstruida y se le rindió un homenaje al que asistió el embajador de Italia en México. Existe una placa en el Jardín Carpio (en la ciudad de Aguascalientes) que señala el lugar donde fuese fusilado el general Ghiraldi, con la siguiente mención: "En este lugar fue fusilado el 16 de marzo de 1864 el Gral. Luis Ghilardi, murió por defender la Libertad de México".

## Obras
- Curso de Arte y Ciencia Militar; editado por el gobierno mexicano en 1854.